# Forbes Burnham
Linden Forbes Sampson Burnham (Kitty, Georgetown, 20 de fevereiro de 1923 - Georgetown, 6 de agosto de 1985) foi um político da Guiana. Representante da  população negra do país e chefe do Partido do Congresso Nacional do Povo (fundado em 1955). Conservador e pró-ocidentalista, venceu, com ajuda das autoridades britânicas, nas eleições de 1964. Negociou em Londres a independência de seu país, o que obteve em maio de 1966. Proclamou a República em 1970. Em 1980, foi presidente do país, cargo em que foi confirmado em 1981.